# Завтра вийдеш?
«Завтра вийдеш?» — радянський художній фільм 1980 року, знятий режисером Камарою Камаловою на кіностудії «Узбекфільм».

## Сюжет
Фільм для дітей. Посперечалися якось двоє малюків: чи можна розіграти у житті книжковий сюжет — мало не посварилися. Вирішив їхню суперечку шістнадцятирічний Еркін. Він влаштував веселу гру в Мойдодира, де всім знайшлися і місце, і роль. Ця дитяча гра і складає сюжет милого та кумедного фільму.

## У ролях
- Муборак Умурзаков — Бек
- Дільноз Расулова — Юлдуз
- Зульфікар Мусаков — Еркін
- Фатіма Реджаметова — Як-Вовчиця
- Тимур Юсупов — Клоун
- Еркін Хачатуров — Крокодил
- Вася Демакін — роль другого плану
- Гриша Половинка — Мойдодир
- Анаїда Вартанян — Подушка
- Коля Бугнін — Одіяло
- Рано Нурбаєва — Простирадло
- Ігор Шестаков — Кушак
- Іра Гафарова — Немов-Галкі
- Марат Файхутдінов — Я-Поїзд
- Ірада Алієва — Фатіма

## Знімальна група
- Режисер — Камара Камалова
- Сценарист — Костянтин Лозинський
- Оператори — Михайло Подгурський, Хатам Файзієв
- Композитор — Руміль Вільданов
- Художник — Анатолій Шибаєв